# Lackó Miklós
Lackó Miklós (Budapest, 1921. augusztus 15. – Budapest, 2010. szeptember 13.) történész.

## Élete
1939-ben a budapesti Zrínyi Miklós Reálgimnáziumban érettségizett. Származása miatt nem tanulhatott tovább, szíjgyártó és bőröndös tanonc, majd 1939-1942 között szakmunkás volt. 1942-1944 között munkaszolgálatos. 1948-ban a Pázmány Péter Tudományegyetemen történelem középiskolai szakos tanári oklevelet szerzett. 1961-től a történelemtudományok kandidátusa, 1978-tól doktora.
1940–1945 között a Magyarországi Szociáldemokrata Párt VII. kerületi ifjúsági csoportjának tagja, majd 1945-ben belépett a Magyar Kommunista Pártba. 1948-1955 között a Magyar Dolgozók Pártja KV pártiskolán a történelem és a munkásmozgalom-történet tanára. 1954-1955-ben hat hónapos központi agitációs-propaganda iskola vezetője volt. 1955-től a Magyar Tudományos Akadémia Történettudományi Intézetének tudományos munkatársa, 1962-től tudományos főmunkatársa, 1978-tól tudományos tanácsadója, 1985-től nyugdíjas tudományos tanácsadója. 1957-1971 között a Legújabbkor-történeti Osztály csoportvezetője, 1971-1985 között osztály-, majd főosztályvezetője. 1972-1974 között a JATE BTK előadó tanára. 1952-1955 között az MTA–TMB-n Czóbel Ernő aspiránsa. 
1957-1962 között az MTA TTI MSZMP alapszervezeti párttitkára.
Új- és legújabbkori magyar politika-, művelődés- és társadalomtörténettel foglalkozott. Jelentősek a magyarországi népi mozgalom kialakulásával, az Új Szellemi Front ideológiájával, valamint Lukács György és Révai József munkásságával foglalkozó munkái.
Egyetemi évei alatt, 1946-1948 között az Ifjúság (MADISZ-hetilap), majd a Magvető (EPOSZ-lap) szerkesztője. 1958-1963 között a Történelmi Szemle szerkesztője, 1972-ig felelős szerkesztője.

## Elismerései
- 1955 – Munka Érdemrend
- 1971 – Munka Érdemrend – ezüst
- 1962 – Akadémiai Díj
- 1965 – Akadémiai Díj (megosztott)
- 1966 – Akadémiai Díj (megosztott)
- 1979 – Akadémiai Díj
- 2003 – Eötvös József-koszorú

## Művei
- 1986 Nemzeti kérdés, nemzettudat a két világháború között.
- Kulturális megújulás és népművészet
- 1984 A két világháború közötti Magyarországról. Budapest. (Szerk.)
- 1990 Trianon és a magyar kultúra.
- 1994 A tudománytól a tömegkultúráig. Művelődéstörténeti tanulmányok 1890–1945. Budapest. (Szerk.)
- 2001 Filozófia és kultúra: írások a modern magyar művelődéstörténet köréből. Budapest. (Szerk.)